# Simon Rolfes
Simon Rolfes (Ibbenbüren, Nyugat-Németország, 1982. január 21.) német labdarúgó, a német Bayer Leverkusen egyik ikonja, hét éven keresztül a klub csapatkapitánya.

## Klub karrierje

### Werder Bremen
A németországi Észak-Rajna-Vesztfália tartományban fekvő Ibbenbürenben született Rolfes gyerekkorától kezdve a szomszédos Recke egyesületében focizott, a TuS Reckében. 17 évesen a patinás Werder Bremen fedezte fel tehetségét és 1999-ben leigazolták ifjúsági csapatukhoz. Az ifjú Rolfes egy év múlva felkerült a Werder Bremen második számú csapatához, mely a Regionalliga Nordban szerepelt. Meggyőző teljesítménye miatt 2001-től a felnőtt csapat kerettagja lett, igaz, az ott töltött évek során egyszer sem lépett pályára. 2003 januárjától fél évet kölcsönben töltött a második ligában szereplő SSV Reutlingen 05-nél, akiket nem sikerült megmentenie a kieséstől. 2004. végén a Werder Bremen többé nem tartott rá igényt, így ingyen került a másodosztályú Alemannia Aachen együtteséhez.
Rolfes a Bremen második csapatánál töltött 3 és fél szezonja alatt 100 mérkőzésen lépett pályára és 18 gólt lőtt.

### Alemannia Aachen
Az Aachenben eltöltött szezonja igazi sikersztori volt. A 6. helyen végzett csapat alapembereként 28 meccsen kapott szerepet és 3 gólt is lőtt. Első második ligás találatát az SV Eintracht Trier 05 ellen szerezte 2004. október 17-én. A sárga-feketék érdekeltek voltak az UEFA-kupában is: másodosztályú csapatként túlélték a csoportkört és bejutottak a legjobb 32 közé. A látványos sikerek felkeltették az első osztályú Bayer Leverkusen érdeklődését és a szezon végén 750 ezer euróért leigazolták Rolfes-t.

### Bayer Leverkusen
A 23 éves védekező középpályás hamar alapemberré nőtte ki magát és kivívta a szurkolók szeretetét. Kitartása, munkabírása és sportszerűsége az egyik legnépszerűbb játékossá tette, aki valaha Leverkusen mezt öltött magára. Népszerűségét növelte, hogy első gólját éppen a nagy rivális 1. FC Köln ellen szerezte 2005. szeptember 21-én. Első Bundesliga szezonja védekező középpályás létére igen eredményesre sikerült, összesen 7-szer zörgette meg a hálót. A következő években is stabilan a kezdőcsapatban maradt, 2008 augusztusától pedig a Leverkusen csapatkapitányává lépett elő. 2007. szeptember 20-án megszerezte első nemzetközi gólját (klubszinten). Az UEFA-kupa első körében talált be a U.D. Leiria hálójába. 2009 májusában végigjátszotta a Német Kupa döntőjét, melyet a Bayer 04 1:0-ra elbukott Rolfes nevelőegyesülete, a Werder Bremen ellen. A 2009-2010-es szezon során súlyos térdsérülést szenvedett. Ez komolyan befolyásolta a csapat teljesítményét: a szezon felénél elfoglalt első helyről az év végére a negyedikre csúsztak vissza. Fél év kihagyás után Rolfes csak 20-30 perceket kapott több meccsen keresztül, mígnem az október 16-i, Wolfsburg elleni meccs után visszakapta eredeti státuszát. A 69. percben cserélték be, amikor is a csapat 0:2 arányban vesztésre állt. Rolfes azonban 20 perc alatt két gólt fejelt és kiharcolt egy büntetőt, amit Vidal értékesített.

Rolfes posztja ellenére rendkívül kevés lapot érő szabálytalanságot követett el. 2005 és 2012 között mindössze 11 sárga lapot kapott, és csupán egyetlen (!) pirosat. A piros lapot 2012. november 4-én kapta, egy Fortuna Düsseldorf elleni bajnokin, ahol is a bíró - mint utólag kiderült, egyértelműen tévesen - a becserélése utáni 75. másodpercben kiállította. (Ez a Bundesliga történetének második leggyorsabb kiállítása.)

A 2013/14-es idényt remekül kezdte, részese volt a Leverkusen őszi nagy menetelésének. A Bajnokok ligájában a Leverkusen első három csoportmérkőzésén három gólt szerzett: a Manchester United, a Real Sociedad és a Sahtar Doneck hálóját vette be. Később, a legjobb 16 között megszerezhette volna pályafutása 4. BL-gólját, ám a PSG kapusa, Sirigu hárította a tizenegyesét. Az idény utolsó nyolc fordulójában rendre csak csereként állt be, a fiatal tehetség, Emre Can szorította ki a kezdőcsapatból.

## Válogatottság
Rolfes fiatalkora óta szerepel nemzetközi mérkőzéseken, játszott a német U18-as, U20-as és U21-es válogatottban is. Tagja volt a 2006-ban alakult Team 2006-nak (német "B" válogatott), mely felmérte, hogy mely fiatal játékosok kerülhetnek be a Nationalelfbe. Joachim Löw végül 2007 tavaszán bizalmat szavazott neki és a március 28.-i Dánia elleni barátságos mérkőzésen pályára küldte. A 71. percben csapattársa, Gonzalo Castro váltotta az 1:0-ra elvesztett mérkőzésen. Rolfes tagja volt a 2008-as Európa Bajnokságon a döntőig menetelő német csapatnak, Portugália és Törökország ellen pályára is lépett. Simon első felnőtt válogatottbeli gólját Liechtenstein ellen szerezte egy világbajnoki selejtező mérkőzésen 2008. szeptember 6-án. A Leverkusen 2010-es, káprázatos őszi szezonja után biztosnak tűnt Rolfes VB-szereplése, ám egy súlyos térdsérülés lehetetlenné tette beválogatását.

### Válogatott góljai
| #  | Időpont             | Helyszín                                | Ellenfél      | Gólok | Eredmény | Kiírás                                     |
| -- | ------------------- | --------------------------------------- | ------------- | ----- | -------- | ------------------------------------------ |
| 1. | 2008. szeptember 6. | Rheinpark Stadion, Vaduz, Liechtenstein | Liechtenstein | 0–3   | 0-6      | 2010-es labdarúgó-világbajnokság-selejtező |
| 2. | 2011. november 11.  | Olimpiai Stadion, Kijev, Ukrajna        | Ukrajna       | 3–2   | 3-3      | barátságos mérkőzés                        |

## Magánélet
Rolfes 2009. június 12.-e óta házas, feleségét Jenny-nek hívják. 2010 májusában kislányuk született.